# Onze-Lieve-Vrouw-Onbevlekt-Ontvangenkerk (Brussel)

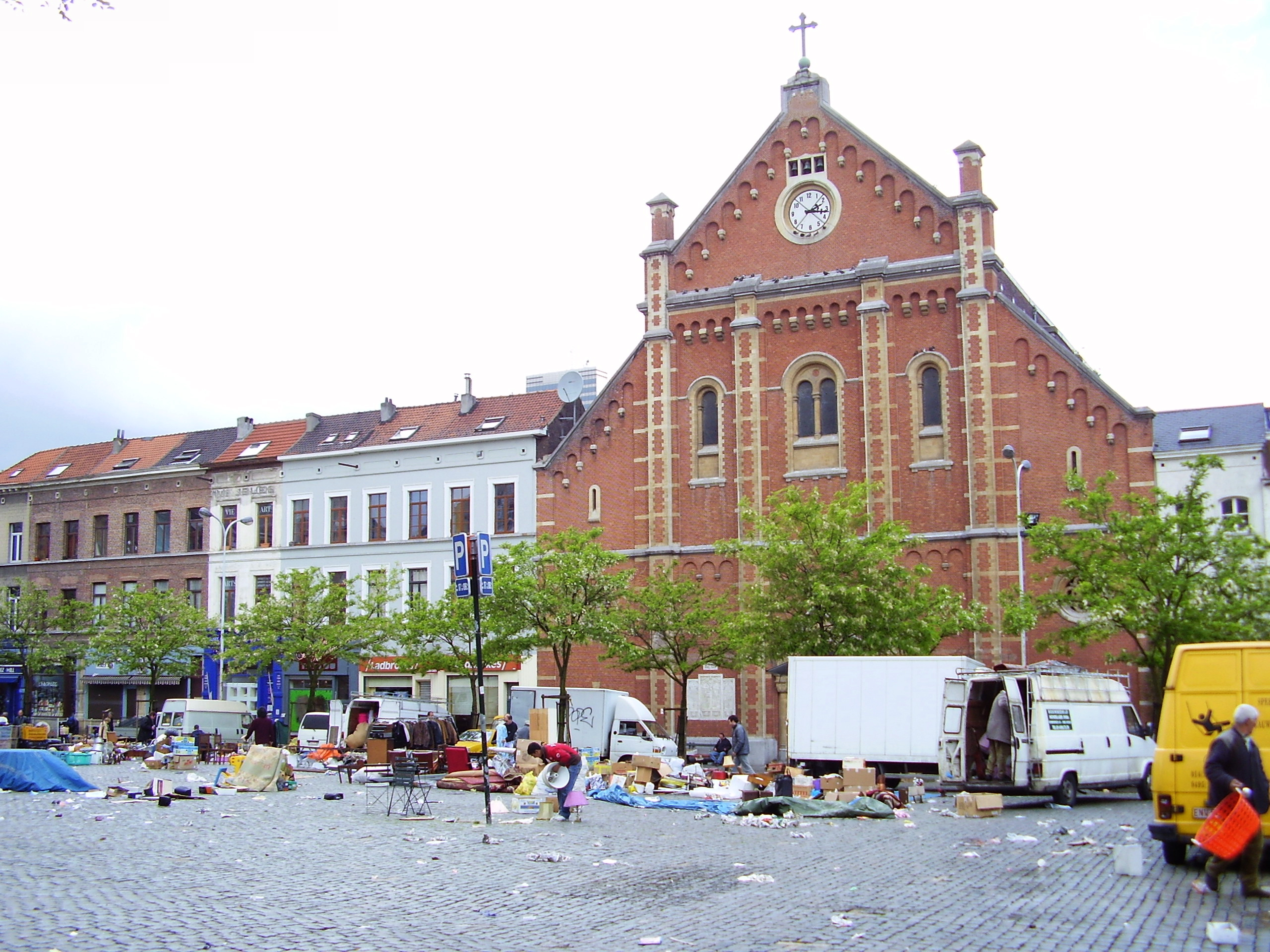
Onze-Lieve-Vrouw-Onbevlekt-Ontvangenkerk

De Onze-Lieve-Vrouw-Onbevlekt-Ontvangenkerk is een kerkgebouw te Brussel, gelegen aan het Vossenplein.

## Geschiedenis
De geschiedenis van deze kerk gaat terug tot 1587, Parma aan de kapucijnen verzocht om zich in Brussel vestigden.
In 1587 vestigden de kapucijnen zich in Brussel. Eind 1796 werd hun klooster door de Fransen in beslag genomen en openbaar verkocht. In 1852 keerden de kapucijnen terug. Ze vestigden zich nabij het Vossenplein en op verzoek van de Miniemenparochie werd door hen een nieuwe parochie gesticht. Daartoe werd in 1854 een kerk gebouwd en wel in Italiaanse neoromaanse stijl. Charle-Albert vervaardigde een eikenhouten hoofdaltaar. Het doopvont is van de hand van Oscar Tinel, wiens vader een neef was van musicus Edgar Tinel.